# Sintel
Sintel (kodnamn Durian) är en kort datoranimerad film under Blender Foundations ledning. Namnet kommer från det holländska ordet sintel som betyder slagg eller glödande kol, något som bekräftats av Ton Roosendaal i en kommentar på en bloggpost: "'Sintel' är en bit av glödande kol eller metall. Det lyser starkt, brinner och slutligen så blir det aska...".
Filmen är gjord i programmet Blender som är ett fritt program för animering skapat av Blender Foundation.
Sintel är den tredje officiella kortfilmen från Blender Foundation, efter Elephants Dream (2006) och Big Buck Bunny (2008). 

## Historia
Arbetet på filmen påbörjades i maj 2009 och filmen släpptes officiellt den 27 september 2010 på Nederländernas filmfestival. Filmen släpptes online tillgänglig för nedladdning den 30 september 2010.

## Handling
Filmen följer flickan Sintel på en vandring världen om för att hitta drakungen "Scales". Sintel hittar Scales när hon letar efter mat i sin hemstad. Scales ena vinge är skadad när hon hittar honom, så hon hjälper draken att helas. Hon blir god vän med Scales, men en dag efter det att han börjar flyga igen så kidnappas den av en fullvuxen drake. Sintel beger sig ut på en resa världen om för att rädda Scales, och slutligen hittar hon en grotta där Scales bor tillsammans med en fullvuxen drake. När hon försöker rädda Scales upptäcker draken henne och hon tvingas strida mot draken. Draken dödar nästan Scales men tvekar i sista ögonblicket. Sintel återhämtar sig och dödar draken innan hon inser att under hennes resa har Scales blivit en fullvuxen drake, den hon just har dödat. Hon lämnar gråtande drakens näste och drakungen följer efter henne. 